# كولنسونية منقطة
كولنسونية منقطة (الاسم العلمي:Collinsonia punctata) هي نوع من النباتات تتبع جنس الكولنسونية من الفصيلة الشفوية.